# Бунуд
Бунуд (азерб. Bunud) — село в Габалинском районе Азербайджана. 

## География
Расположено в 16 км к юго-востоку от районного центра Габалы, недалеко от трассы Габала-Баку.

## Население
В Памятной книжке Елисаветпольской губернии на 1910 год, упоминается отсёлок села Вандам Бунутъ Вандамского сельского общества. Всё население обозначается как «татары»-сунниты (азербайджанцы-сунниты).
Согласно результатам Азербайджанской сельскохозяйственной переписи 1921 года в селе Бунут (название по источнику) было 32 хозяйства, население численностью 170 человек обозначалось как тюрки-азербайджанцы (азербайджанцы). 
По материалам издания «Административное деление АССР», подготовленного в 1933 году Управлением народно-хозяйственного учёта АССР (АзНХУ), по состоянию на 1 января 1933 года в Бунуте насчитывалось 195 жителей (75 хозяйств), 100 мужчин и 95 женщин. Весь сельсовет, состоял из сёл (Бунут, Херза, Мамедагалы, Сеидкышлаг). Национальный состав на 100 % состоял из тюрок (азербайджанцев).
По данным на 2008 год в селе проживали 848 человек. Основное занятие жителей — земледелие и животноводство.

## Инфраструктура
В селе функционирует общеобразовательная средняя школа им Февзи Хамидова.
Также в селе есть библиотека, медицинский пункт, клуб, почтовое отделение, АТС.